# ZIL 114/117
Les ZIL 114 et ZIL 117 sont deux automobiles soviétiques, produites par l’usine ZIL, de Moscou. La 114 est la version limousine, tandis que la 117 adopte un empattement plus court. Leur carrière durera 11 ans, de 1967 à 1978.

## Histoire
Remplaçant la vieillissante 111, la ZIL 114 fait son apparition en novembre 1967. Il s’agit d’une limousine longue de 6,30 m avec 3,88 m d’empattement. Mue par un énorme V8 6 959 cm3 de 300 ch, la grosse ZIL pousse ses 3 085 kg à la vitesse de 190 km/h !
Côté innovations, on note l’apparition de quatre freins à disques, l’équipement restant pléthorique et la technique très classique. Quant à la carrosserie, elle s’inspire de la Chrysler Imperial.
Une version plus courte est présentée en juin 1971, il s’agit de la 117, qui mesure tout de même 5,72 m. L’année suivante, le traditionnel cabriolet (nommé 117V) complète la gamme, il sera produit à 9 exemplaires. En 1978, Les ZIL 114 et 117 sont remplacés par la ZIL 4104.
Au cours de sa carrière la ZIL 114 se sera vendue à 150 exemplaires (environ). Tant qu'à la ZIL 117, elle aura été produite à moins de 50 exemplaires.

## Sources
1. ↑  « Carcatalog », sur leroux.andre.free.fr (consulté le 6 octobre 2024)

- Bernard Vermeylen, Voitures des pays de l'Est, Boulogne-Billancourt, ETAI, 2008, 239 p. (ISBN 9782726888087, OCLC 470767381)